# 5987 Liviogratton
Az 5987 Liviogratton (ideiglenes jelöléssel 1975 LQ) a Naprendszer kisbolygóövében található aszteroida. Felix Aguilar Observatory fedezte fel 1975. június 6-án.